# Народный конгресс Уганды
Народный конгресс Уганды (суахили Congress ya Watu wa Uganda; англ. Uganda People's Congress) — политическая партия в Уганде. Партия была основана в 1960 году Милтоном Оботе, который привёл страну к независимости в 1962 году, а затем был президентом в течение двух сроков. Он оставался лидером партии до своей смерти в октябре 2005 года.

## История
Народный конгресс Уганды доминировал в политике Уганды с момента обретения независимости в 1962 году до 1971 года, когда Милтон Оботе был свергнут Иди Амином. Партия вернулась к власти при Оботе в 1980 году, пока он не был вновь свергнут Тито Окелло в 1985 году. История партии переплелась с этническим разделением, которое преследовало Уганду с тех пор, как она находилась под британским протекторатом.

### Период до независимости

Флаг Народного конгресса Уганды до 1966 года, на основе которого был создан государственный флаг Уганды

По мере приближения независимости в 1940—1950-х годах стало ясно, что самая большая этническая группа Уганды баганда хотела обширной автономии в Уганде, и партия короля Буганды Кабака Екка («Только король») подчёркивала это желание. Однако это не одобрялось большинством угандийцев из других племён и среди некоторой образованной бугандой элиты, которая сформировала альтернативную Демократическую партию, стремясь к национальному единству. Несмотря на непопулярность в Буганде, Демократическая партия имела широкую поддержку также в остальной части банту-говорящего юга страны.
В 1952 году возникла первая партия страны — Угандийский национальный конгресс. Несмотря на то, что во главе её был северянин Милтон Оботе, партия была модернистской и привлекательной для многих жителей юга и особенно востока. Угандийский национальный конгресс сформировал альянс с Народным союзом Уганды и был преобразован в Народный конгресс Уганды, который наряду с партией Кабака Екка и Демократической партией участвовали в первых выборах 1961 и 1962 годов, предшествовавших получению страной независимости.
На выборах 1962 года, как и ожидалось, Кабака Екка получил все места в Буганде, а Народный конгресс Уганды получил большинство мест на севере и востоке. Хотя Демократическая партия во главе с Бенедикто Киванука стала самой крупной партией парламента и Киванука был на грани того, чтобы стать первым премьер-министром независимой Уганды, неожиданный союз между Народным конгрессом Уганды и Кабака Екка вывел в премьер-министры Милтона Оботе.
Кабака (король) Буганды опасался, что Демократическая партия сместит монархию в пользу более современной Уганды, а Милтон Оботе, понимая, что проиграл выборы, видел в альянсе с Кабака Екка путь к власти. В ответ Оботе предложил кабаке церемониальную роль в новой администрации и сохранение всех королевских полномочий. Таким образом, этот альянс сформировал первое правительство Уганды с Милтоном Оботе в качестве премьер-министра.

### Первое правительство
Союз между Народным конгрессом Уганды и Кабака Екка продлился недолго. После четырёх лет пребывания у власти Милтон Оботе организовал нападение военных на дворец кабаки в 1966 году. Джон Миклот Магула Лувулиза-Кирунда стал секретарём-организатором в 1966 году, а руководил нападением армейский офицер Иди Амин. Кабака бежал в Лондон и Оботе объявил себя президентом Уганды. Эта акция привела к началу упадка Народного конгресса Уганды как популярной партии. По мере того как его популярность падала, Оботе все чаще опирался на северный регион. Выборы 1969 года были отменены и Оботе стал диктатором. В 1971 году правительство Оботе было свергнуто Иди Амином.

### Возвращение к власти
Партия вернулась к власти в 1979 году после свержения Иди Амина. Оботе как лидер Народного конгресса Уганды был тесно связан с военной хунтой, сменившей Иди Амина, но вместо того, чтобы усилить поддержку партии на юге Уганды, принял принцип подавления. Армия, в которой традиционно преобладали северяне, совершала многочисленные зверства, особенно на юге. Это поляризовало разделение между Севером и Югом, и партия воспринималась больше как представители северной стороны. Южане обратились к Демократической партии и небольшой партии Угандийское патриотическое движение, возглавляемой Йовери Мусевени.
На выборах 1980 года возникло огромное подозрение, что Народный конгресс Уганды сфальсифицировал результаты с помощью военной хунты. Это восприятие ещё более усилилось, когда Оботе назначил главу военной хунты Пауло Муванга своим вице-президентом, когда он был объявлен победителем выборов. В Уганде разразилась гражданская война, когда Йовери Мусевени отверг результат и начал военную борьбу с правительством.
Конечный успех Йовери Мусевени был обусловлен разделением между Севером и Югом, возникшее не без помощи Оботе. Южане более чем когда-либо осознавали, что им нужно взяться за оружие, чтобы защитить свои права. В то время как ранее большинство южан презирали военную карьеру, когда Мусевени пришёл к власти в 1986 году, в его армии преобладали южане. После прихода к власти Мусевени политические партии были запрещены.

### Выборы 2006 года
Многопартийная система в Уганде была восстановлена в 2005 году в результате референдума, однако Оботе умер в изгнании за несколько месяцев до этого. После смерти Оботе его вдова Мирия Оботе была избрана президентом партии. Мирия Оботе была кандидатом в президенты СКП на всеобщих выборах 2006 года.
Тем не менее, партия потеряла своё традиционно сильное влияние на севере без Милтона Оботе. Жители севера выступали против Мусевени, но на этот раз они обратились к его главному оппоненту Кизза Бесидже (с юга), возглавлявшему Форум за демократические изменения.
Народный конгресс Уганды не смог получить выгоду от традиционного влияния на Севере, когда вместо популярного северного политика партия выдвинула в лидеры и кандидатом в президенты вдову Мирию Оботе, южанку. Выдвижение Мириа Оботе вызвало недовольство северян, а ассоциация партии у многих угандийцев с её военными преступлениями прошлого усилило это. Это привело партию к поражению. Мириа Оботе собрала лишь 0,82 % голосов на президентских выборах, а на парламентских выборах партия получила лишь девять из 319 мест в Национальном собрании Уганды..

## Современное состояние
Поражение на выборах 2006 года вынудила партию пересмотреть своё место в политике Уганды. Политический ландшафт Уганды менялся от региональных партий к политике, движимой личностями. Партии нужно было найти лидера с признанным калибром в политике. Партия выбрала доктора Олару Отунну, бывшего заместителя генерального секретаря ООН по вопросу о детях и вооруженных конфликтах. Однако выборы выявили внутрипартийные конфликты, которые повлияли на низкие результаты партии на выборах 2011 года. Отунну служил при Тито Окелло в качестве министра иностранных дел и рассматривался некоторыми как часть хунты, свергнувшей последнее правительство Народного конгресса Уганды в 1985 году.
Основным соперником Отунну на партийных выборах был член парламента и сын Милтона Оботе Джимми Акена, который и стал президентом Народного конгресса Уганды 2 июля 2015 года. В 2016 году партия не выставляла своего кандидата на президентских выборах.

## Участие в выборах

### Президентские выборы
| Выборы | Кандидат     | Голосов | %      | Результат  |
| ------ | ------------ | ------- | ------ | ---------- |
| 2006   | Мириа Оботе  | 57 071  | 0,82 % | Не избрана |
| 2011   | Олара Отунну | 125 059 | 1,58 % | Не избран  |

### Парламентские выборы
| Выборы | Голосов       | Голосов   | %     | Мест      | +/–  | Позиция |
| ------ | ------------- | --------- | ----- | --------- | ---- | ------- |
| 1961   | 495 909       | 495 909   | 48,3% | 35 из 82  | ▲ 35 | ▲ 1     |
| 1962   | 545 324       | 545 324   | 51,8% | 37 из 82  | ▲ 2  | ▬ 1     |
| 1980   | 1 963 679     | 1 963 679 | 47,1% | 75 из 126 | ▲ 38 | ▬ 1     |
| 2006   |               |           |       | 9 из 319  | ▼ 66 | ▼ 3     |
| 2011   | По округам    | 265 568   | 3,37% | 10 из 375 | ▲ 1  | ▼ 4     |
| 2011   | Женская квота | 237 477   | 3,22% | 10 из 375 | ▲ 1  | ▼ 4     |
| 2016   |               |           |       | 4 из 426  | ▼ 6  | ▬ 4     |